# 11102 Bertorighini
11102 Bertorighini è un asteroide della fascia principale. Scoperto nel 1995, presenta un'orbita caratterizzata da un semiasse maggiore pari a 2,5872028 UA e da un'eccentricità di 0,1158076, inclinata di 2,73021° rispetto all'eclittica.
Il suo nome è ispirato da quello di Alberto Righini, docente di Astrofisica presso l'Università degli Studi di Firenze.